# Flor da Primavera
O Grêmio Recreativo Bloco Carnavalesco Flor da Primavera é um bloco de enredo de Duque de Caxias, que participa do Carnaval Carioca. e também participava nos desfiles em seu município. Está sediada no bairro de Jardim Primavera.

## História
Para o Carnaval de 2012, a final da eliminatória interna de samba-enredo foi realizada no dia 17 de Dezembro de 2011, na quadra da Agremiação. O Samba vencedor foi criado pelos Compositores: Maurício Juliano, PC do Repique, Marco Souza, Carlos Cesario e Valter Veneno. O bloco foi o sétimo bloco a desfilar na Avenida Rio Branco no Sábado de Carnaval em 2012.
Em 2018 foi cogitado de que a Flor da Primavera sairia dos blocos de enredo e passaria a ser escola de samba, o que não ocorreu. Em 2019, foi criada uma nova agremiação pelos integrantes da agremiação, com o nome de Flor do Jardim Primavera, para competir entre as escolas de samba a partir de 2020, num processo análogo à da União da Ponte e União de Campo Grande.

## Segmentos

### Presidência
| Presidente                  | Mandato        | Ref.        |
| --------------------------- | -------------- | ----------- |
| Jorge Luiz Cesário da Silva | ? - atualidade | [ 2 ] [ 7 ] |

### Intérpretes
| Intérpretes oficiais | Período                                                                 | Ref.        |
| -------------------- | ----------------------------------------------------------------------- | ----------- |
| Carlinhos Cacau      | 2006 - 2019                                                             | [ 2 ] [ 7 ] |
| 2020                 | Carlinhos Cacau, Rafael Mendel “Rafael Primavera” e Ademilson “Pezinho” | [ 8 ]       |

### Mestre-sala e Porta-estandarte
| Casal                           | Período     | Ref   |
| ------------------------------- | ----------- | ----- |
| Diego Lucas e Monalisa Weykfiel | 2019 - 2020 | [ 9 ] |

### Diretores
| Período | Diretor de carnaval | Diretor de harmonia | Mestre de bateria | Ref   |
| ------- | ------------------- | ------------------- | ----------------- | ----- |
| 2019    | Nádia Lucena        | Nádia Lucena        | Dilúcio Ferreira  |       |
| 2020    |                     |                     | Faustino de Lucas | [ 9 ] |

#### Rainhas
| Rainha de bateria | Período              | Ref   |
| ----------------- | -------------------- | ----- |
| 2014 - ?          | Karina Pena          |       |
| 2020              | Maria Eduarda “Duda” | [ 8 ] |

## Carnavais
| Ano  | Colocação   | Divisão         | Enredo | Carnavalesco    | Ref.          |
| ---- | ----------- | --------------- | --- | --------------- | ------------- |
| 2006 | 5º lugar    | Grupo 1         | Nunca desito, Sou 100% negro, Sou brasileiro | Fabiano Ferraro | [ 10 ]        |
| 2007 | 9º lugar    | Grupo 1         | A lenda dos 5 lagos encantados, a cidade perdida de Maruí | Fabiano Ferraro | [ 11 ]        |
| 2008 | Vice-Campeã | Grupo 2         | O Sonho de um novo amanhecer | Fabiano Ferraro | [ 12 ]        |
| 2009 | 7º lugar    | Grupo 1         | As maravilhas do meu mundo | Fabiano Ferraro | [ 13 ]        |
| 2010 | 5º lugar    | Grupo 1         | Bruxaria - Idade Média - Idade das Trevas Compositores:Maurício Juliano, PC do Repique, Marco Souza, Carlos Cesario e Valter Veneno                                                               | Fabiano Ferraro | [ 14 ]        |
| 2011 | 3º lugar    | Grupo 1         | Prazer | Fabiano Ferraro |               |
| 2012 | 5º lugar    | Grupo 1         | Quem tem dinheiro pode, quem não tem se Sacode! Dinheiro, um mundo de poder | Fabiano Ferraro |               |
| 2013 | 5º lugar    | Grupo 1         | Feche os olhos e imagine... O irreal está dentro de você! | Fabiano Ferraro | [ 15 ]        |
| 2014 | Vice-Campeã | Grupo 1         | Do Azul da nossa Bandeira ao Azul do Rio Nilo. Uma Viagem ao Egito Antigo | Fabiano Ferraro | [ 16 ] [ 17 ] |
| 2014 | Campeã      | Duque de Caxias | Do Azul da nossa Bandeira ao Azul do Rio Nilo. Uma Viagem ao Egito Antigo | Fabiano Ferraro | [ 16 ] [ 17 ] |
| 2015 | Campeã      | Grupo 1         | Solano Trindade, eterno poeta | José Cesário    |               |
| 2015 | Campeã      | Duque de Caxias | Solano Trindade, eterno poeta | José Cesário    |               |
| 2016 | 5º lugar    | Grupo 1         | Égbè Omnira, Um grito de liberdade | Luiz Macedo     | [ 18 ] [ 19 ] |
| 2016 | Campeã      | Duque de Caxias | Égbè Omnira, Um grito de liberdade | Luiz Macedo     | [ 18 ] [ 19 ] |
| 2017 | Vice-Campeã | Grupo 1         | Escola Mate com Angu | Luiz Macedo     | [ 20 ]        |
| 2018 | 3º lugar    | Grupo 1         | Bola, a dona do mundo | Mika            |               |
| 2019 | Vice-Campeã | Grupo 1         | O poder que vem da floresta | Fabiano Ferraro |               |
| 2020 | 10º lugar   | Grupo 1         | A lenda da Vitória Régia Compositores:Maurício Juliano, Sr Wilson, Marx PQD, Wagner Zanco, Julio Page, Arthur Sambista, Antônio Amaral, PC do Repique, Edson Brasil, Digão Audaz, Paulinho Carezo | Fabiano Ferraro | [ 8 ]         |
| 2022 | 10° lugar   | Grupo 1         | | Fabiano Ferraro |               |

- Commons